# 埃诺尔赛姆-布吕什
埃诺尔赛姆-布吕什（法語：Ernolsheim-Bruche，发音：[ɛʁnɔlsaim.bʁyʃ]；德语：Ernolsheim；阿尔萨斯语：Arelse）是法国下莱茵省的一个市镇，属于莫尔赛姆区和莫尔赛姆县（Molsheim）。该市镇总面积6.59平方公里，2009年时的人口为1604人。

## 人口
埃诺尔赛姆-布吕什人口变化图示